# 健美小姐
健美小姐競選（Miss Aerobic Beauty Pageant），是TVB在1985年舉辦的一項選美活動，舉辦目的是要抗衡當年首屆亞洲小姐競選，與亞洲電視進行收視上的競爭。

## 與香港小姐的不同
此選美活動以「Can you feel it?」為口號，並以「健康人生」為主題。參賽者除了香港人，亦有來自不同國籍如歐美、韓國、日本等旅居香港的人士，並透過健身中心報名參賽。和香港小姐所強調的美貌與智慧並重不同，一如「健美小姐」之名，對參賽者的骨架、身段等有更高的要求。

## 司儀
- 何守信、周潤發

- 沈殿霞、鄭裕玲

- 林嘉華

## 表演嘉賓
準決賽：
- 顧嘉煇、黃霑、陳友、梁韻蕊

總決賽：
- 許冠傑、劉德華、梁朝偉、苗僑偉
- 黃日華、張曼玉、黃愛倫、劉淑華

## 評判
- 邵逸夫爵士、夏卓賢將軍 (時任英皇御准香港賽馬會行政總裁)

- 胡法光（時任市政局及立法局議員）、葉文慶（時任立法局議員）

- 王仁曼（知名舞蹈家）

- 許冠傑（歌手）

- 孫泳恩（第一屆香港小姐冠軍）

## 花絮
由於此選美活動的舉辦被認為是要狙擊首屆亞洲小姐，因此傾盡TVB當時的人力物力製作，並設準決賽及總決賽，準決賽共30人參賽，當中淘汰一半佳麗，餘下的15人將於總決賽角逐健美小姐殊榮。
準決賽設電話投票供觀眾參與，並設觀眾熱線大獎，不過跟「匯應通」或按鍵詢問的語音電話不同，每位佳麗均設一條獨立電話專線；而根據1985年當時的科技而言，撥盤電話仍廣為流行，而音頻的按鍵電話則未普及。
甘國亮、劉天賜、梁家樹為本次選美大會的製作統籌，陳禎祥為統籌經理。狄娜是頒獎嘉賓之一。

另一方面，亞視為應對此活動，特意在亞姐準決賽當晚增設「最健美小姐」獎項，並由當屆季軍葉玉卿獲得。司儀之一劉志榮亦在準決賽舉行期間更揶揄友台的健美小姐競選，說罷隨即獲得雷動掌聲：
|  | 最健美小姐就好容易選嘅啫。（佳麗）一企出嚟，（評判）一眼望埋去，邊個最健美，即刻睇得出㗎啦。根本唔使晒成晚時間嚟慢慢選嘅，啱唔啱啊？但係我呢就好有興趣知道（誰是健美小姐）啊！ |

## 賽果
- 冠軍：馬清儀
- 亞軍︰林河廷（韓國籍，後因不滿賽果而拒絕封銜及拒領獎品）
- 季軍：劉美娟
- 第四名︰何美婷
- 第五名：黃景珍 （一九八七亞洲小姐季軍）
- 第六名：葉美珍（後升任為第五名）
- 性格小姐：林河廷
- 觀眾熱線大獎：蔡嘉利

## 知名參賽者
- 梅小惠（劇集監製梅小青之妹，落選後轉投亞視，於其姊監製的多部亞視劇集演出，1987年重返TVB。）

- 蔡嘉利（落選後加入TVB，曾為一二線花旦，TVB 1986年力捧的「銀河七星」之一無綫電視藝員綽號列表，已經息影。）

- 張美智（落選後加入TVB，亦為「銀河七星」之一無綫電視藝員綽號列表，已經息影。）

- 瓜生麻美 (日籍，於比賽被鄭裕玲戲稱『手瓜麻痺』，決賽日再戲稱為她為『周身麻痺』，落選後加入TVB，已經息影。）

## 林河廷不服賽果拒獎事件
馬清儀當年以最年長之齡 (32歲) 奪得健姐冠軍，而亞軍林河廷則在臺上淚如雨下，並在賽後向媒體抗議賽果不公，翌日更舉行記者會斥責大會偏袒馬清儀，林在會上表明放棄亞軍名銜以及其所得的獎金獎品，並會返回瑞士繼續升學。
對於林的指摘，冠軍馬清儀表示問心無愧，她表示可能林河廷年紀太輕，容易受到別人的說話影響。亦有觀眾認為是次選美根本就是要選出一個體格健美的人選，而馬在參選前後本身就是健身教練，而且擁有六塊腹肌，自然符合賽會要求。

## 千禧年重辦
事隔15年TVB再於2000年重辦健姐，並得健身中心舒適堡冠名贊助，但規模和影響力都大不如前，得獎者亦無一人於娛樂圈發展。

## 註腳
1. ↑  大意：「最健美小姐就很容易被選出的。佳麗甫站出來，評判用雙眼看過去，就立刻看出誰最健美了。根本不用浪費整晚時間去慢慢挑選的，對不對？但是我就很有興趣知道誰是健美小姐了！